# San Miguel Charahuén
San Miguel Charahuén är en ort i Mexiko.   Den ligger i kommunen Pátzcuaro och delstaten Michoacán de Ocampo, i den södra delen av landet, 270 km väster om huvudstaden Mexico City. San Miguel Charahuén ligger 2 381 meter över havet och antalet invånare är 631.
Terrängen runt San Miguel Charahuén är kuperad. Runt San Miguel Charahuén är det ganska tätbefolkat, med 129 invånare per kvadratkilometer. Närmaste större samhälle är Pátzcuaro, 10,9 km nordost om San Miguel Charahuén. I omgivningarna runt San Miguel Charahuén växer i huvudsak blandskog.